# Проскуров Іван Йосипович
Іван Йосипович Проскуров (18 лютого 1907, село Мала Токмачка, тепер Оріхівського району Запорізької області — 28 жовтня 1941, селище Барбиш Куйбишевської, тепер Самарської області, Російська Федерація) — радянський військовий діяч, Герой Радянського Союзу (21.06.1937), льотчик, начальник Розвідувального управління РСЧА (1939—1940), генерал-лейтенант авіації. Депутат Верховної Ради СРСР 1-го скликання.

## Біографія
Народився в родині ремонтного робітника-залізничника. З 11 до 15 років допомагав батькам у домашньому господарстві, пізніше найнявся наймитом до німців-колоністів. Навчався в Олександрівському (Запорізькому) залізничному училищі.
У серпні 1924 року влаштувався помічником вагранника на завод імені Енгельса в місті Запоріжжі. У 1926 році був обраний головою районного секретаріату профспілок (села Хортиця і Токмаківка) на Запоріжчині.
Член ВКП(б) з 1927 року.
З жовтня 1927 по травень 1930 року навчався на робітфаку сільськогосподарського інституту в Харкові, у вересні 1930 році перевівся до Харківського інституту механізації та електрифікації сільського господарства.
У квітні 1931 року був призваний до Червоної армії, став курсантом 7-ї Сталінградської школи військових льотчиків, а з березня 1934 року — школи військово-морських льотчиків. Після закінчення останньої в травні 1934 року служив командиром екіпажу і командиром загону 23-ї авіаційної бригади. У жовтні 1935 року в складі радянської делегації брав участь в Міжнародному авіаційному змаганні в Бухаресті.
У вересні 1936 року, будучи командиром загону 89-ї важкобомбардувальної авіаційної ескадрильї (Моніно), зробив за завданням уряду переліт Москва — Хабаровськ за 29 годин 47 хвилин, встановивши тим рекорд перельоту.
З жовтня 1936 по червень 1937 роки воював в Іспанії — командир 1-ї інтернаціональної бомбардувальної ескадрильї «Іспанія». 21 червня 1937 року Проскурову було присвоєно звання Героя Радянського Союзу та вручена медаль «Золота Зірка» № 33.
З 1937 року очолював 54-у авіаційну бригаду в Білій Церкві (Київський військовий округ), потім 2-у авіаційну армію особливого призначення (АОП-2) у Воронежі. 7 жовтня 1938 року затверджений членом Військової ради при народному комісарові оборони СРСР.
14 квітня 1939 року призначений заступником наркома оборони СРСР і начальником 5-го (Розвідувального) управління РСЧА. Входив до складу Головної військової ради. Знятий із займаних посад 11 липня 1940 року.
Після нетривалого перебування в розпорядженні наркома оборони у вересні 1940 року призначений командувачем Військово-повітряних сил (ВПС) Далекосхідного фронту, а у жовтні 1940 року — помічником начальника Головного управління ВПС РСЧА по далекобомбардувальній авіації. 12 квітня 1941 року знятий і з цієї посади в ході розпочатої чистки в керівництві ВПС. У травні 1941 року призначений командувачем ВПС 7-ї армії Ленінградського військового округу.
27 червня 1941 року був заарештований, а 28 жовтня 1941 року — розстріляний. Посмертно реабілітований 15 травня 1954 року. 17 січня 1956 року відновлений у званні Героя Радянського Союзу. На меморіальному кладовищі авіаторів в Моніно під Москвою Івану Проскурову встановлено надгробок-кенотаф.

## Звання
- старший лейтенант
- майор (1937)
- полковник (1937)
- комбриг (22.02.1938)
- комдив (9.02.1939)
- генерал-лейтенант авіації (4.06.1940)

## Нагороди
- Герой Радянського Союзу (21.06.1937) — за службу в Іспанії
- орден Леніна (21.06.1937) — за службу в Іспанії
- орден Червоного Прапора (2.01.1937) — за службу в Іспанії
- два ордени Червоної Зірки (25.05.1936, 14.06.1940)
- Медаль «XX років Робітничо-Селянській Червоній Армії» (1938)
- золотий годинник від наркома оборони СРСР (1936) — за переліт Москва-Хабаровськ